# Leptosiphonium venustus
Leptosiphonium venustus là một loài thực vật có hoa trong họ Ô rô. Loài này được (Hance) E. Hossain mô tả khoa học đầu tiên năm 1973.